# Stele vom Keşiş Gölü
Die Stele vom Keşiş Gölü ist in urartäischer Keilschrift beschriftet und stammt von einem König Rusa. Belck wollte sie Rusa I. zuweisen, Salvini plädiert für Rūsa Erimenahi, auch Rusa II. war in der Diskussion.

## Forschungsgeschichte
Sie wurde von Waldemar Belck 1891 am Keşiş Gölü (Turna Gölü), 23 km östlich von Van gefunden. Die Stele befindet sich heute im Pergamonmuseum in Berlin.

## Stele
Die Stele ist 1,62 m hoch und 0,76 m breit. Die Rückseite ist unbeschriftet, trägt aber Linien für eine Inschrift, woraus schon Lehmann-Haupt schloss, dass der fehlende obere Teil beschriftet gewesen war.
Ein weiteres Bruchstück dieser Stele wurde im August 2002 im Dorf Gövelek, am Göveleksee nördlich des Keşiş Gölü, ca. 30 km östlich von Van gefunden.

## Konkordanz
| Autor        | Kürzel | Nummer    |
| ------------ | ------ | --------- |
| König        | HchI   | 121       |
| Melikišvili  | UKN    | 268       |
| Artjunjan    | KUKN   | 391, 1-33 |
| Salvini 2008 | —      | A 14-1    |